# St. Shott's
St. Shott's est un village situé dans la province de Terre-Neuve-et-Labrador, dans le sud-est de Terre-Neuve.